# Will Alves
Will Thomas Alves (Leicester, 4 de mayo de 2005) es un futbolista británico que juega en la demarcación de centrocampista en el Leicester City F. C. de la EFL Championship.

## Biografía
Tras formarse como futbolista en las categorías inferiores del Leicester City F. C., finalmente el 8 de enero de 2022 debutó con el primer equipo en la FA Cup contra el Watford F. C. El encuentro finalizó con un resultado de 4-1 a favor del conjunto lesteriano tras los goles de Youri Tielemans, James Maddison, Harvey Barnes y Marc Albrighton para el Leicester City, y de João Pedro para el Watford.
El 3 de febrero de 2025, tras haberse estrenado en la Premier League en diciembre del año anterior, fue cedido al Cardiff City F. C. hasta el final de la temporada.

## Clubes
Actualizado al último partido disputado el 29 de diciembre de 2024.
| Club                            | Div.          | Temporada     | Liga  | Liga  | Copas nacionales | Copas nacionales | Copas internacionales | Copas internacionales | Total | Total |
| Club                            | Div.          | Temporada     | Part. | Goles | Part.            | Goles            | Part.                 | Goles                 | Part. | Goles |
| ------------------------------- | ------------- | ------------- | ----- | ----- | ---------------- | ---------------- | --------------------- | --------------------- | ----- | ----- |
| Leicester City F. C. Inglaterra | 1.ª           | 2021-22       | 0     | 0     | 1                | 0                | 0                     | 0                     | 1     | 0     |
| Leicester City F. C. Inglaterra | 1.ª           | 2022-23       | 0     | 0     | 1                | 0                | —                     | —                     | 1     | 0     |
| Leicester City F. C. Inglaterra | 2.ª           | 2023-24       | 0     | 0     | —                | —                | —                     | —                     | 0     | 0     |
| Leicester City F. C. Inglaterra | 1.ª           | 2024-25       | 1     | 0     | 2                | 0                | —                     | —                     | 3     | 0     |
| Leicester City F. C. Inglaterra | Total club    | Total club    | 1     | 0     | 4                | 0                | 0                     | 0                     | 5     | 0     |
| Total carrera                   | Total carrera | Total carrera | 1     | 0     | 4                | 0                | 0                     | 0                     | 5     | 0     |